# Мартін Старр
Мартін Джеймс Пфліґер Шинле (англ. Martin James Pflieger Schienle), професійно відомий як Мартін Старр (англ. Martin Starr; 30 липня 1982, Санта-Моніка, США) — американський актор, найбільш відомий ролями підлітка Білла Гейверчака в серіалі «Диваки і навіжені» (1999—2000) та програміста-сатаніста Бертрама Ґілфойла в серіалі «Кремнієва долина» (2014—2019), а також ролями у фільмах «Трошки вагітна» (2007) і «Парк культури і відпочинку» (2009).

## Біографія
Народився в сім'ї актриси й учителя. Після «Диваків і навіжених» з'являвся як запрошена зірка в серіалах «Як я зустрів вашу маму», «Ед», «Таємничі шляхи», «Провіденс», «Король гори» (озвучення), «Гаваї 5.0» та в інших. Знявся в «Неймовірному Халку» в ролі комп'ютерного ґіка.

## Фільмографія

### Фільми
| Рік  |    | Українська назва                | Оригінальна назва                    | Роль                               |
| ---- | -- | ------------------------------- | ------------------------------------ | ---------------------------------- |
| 1992 | ф  |                                 | Hero                                 | прибулець у комі                   |
| 1995 | ф  | Екстро 3: Прокляття небес       | Xtro 3: Watch the Skies              | Біфф Аткінс                        |
| 2001 | кф |                                 | Eyeball Eddie                        | Едді                               |
| 2002 | ф  |                                 | Stealing Harvard                     | продавець у винному магазині       |
| 2002 | ф  |                                 | Cheats                               | Джонатан Епплбі                    |
| 2002 | в  | Хто твої предки?                | Who's Your Daddy?                    | Скутер                             |
| 2003 | кф |                                 | Band Camp                            | Шейн                               |
| 2004 | кф |                                 | Fish Burglars                        | Марті                              |
| 2005 | ф  |                                 | Kicking & Screaming                  | клієнт                             |
| 2006 | кф |                                 | American Storage                     | Чарлі                              |
| 2006 | кф |                                 | A Midsummer Night's Rewrite          | Джон                               |
| 2007 | ф  | Трошки вагітна                  | Knocked Up                           | Мартін                             |
| 2007 | ф  | Суперперці                      | Superbad                             | Джеймс Масслін                     |
| 2007 | ф  |                                 | Walk Hard: The Dewey Cox Story       | Шмендрік                           |
| 2008 | ф  |                                 | Good Dick                            | Саймон                             |
| 2008 | ф  | Неймовірний Халк                | The Incredible Hulk                  | комп'ютерний ґік                   |
| 2009 | кф |                                 | Big Breaks                           | бариста                            |
| 2009 | ф  | Парк культури і відпочинку      | Adventureland                        | Джоел                              |
| 2009 | ф  | Винахід брехні                  | The Invention of Lying               | офіціант                           |
| 2009 | ф  |                                 | The Last Lovecraft: Relic of Cthulhu | Кларенс                            |
| 2011 | ф  | Стара добра оргія               | A Good Old Fashioned Orgy            | Дукес                              |
| 2013 | ф  | Це кінець                       | This is The End                      | у ролі самого себе                 |
| 2014 | ф  | Вероніка Марс                   | Veronica Mars                        | Лу «Кобб» Кобблер                  |
| 2015 | ф  | Непрохані гості                 | Intruders                            | Перрі Каттнер                      |
| 2016 | ф  |                                 | Operator                             | Джо Ларсен                         |
| 2017 | ф  |                                 | Lemon                                | Адам                               |
| 2017 | ф  | Людина-павук: Повернення додому | Spider-Man: Homecoming               | містер Гаррінґтон                  |
| 2018 | ф  |                                 | The Escape of Prisoner 614           | Джим Дойл                          |
| 2019 | ф  |                                 | Honey Boy                            | Алек                               |
| 2019 | ф  | Людина-павук: Далеко від дому   | Spider-Man: Far from Home            | містер Гаррінґтон                  |
| 2021 | ф  | Людина-павук: Додому шляху нема | Spider-Man: No Way Home              | містер Гаррінґтон                  |
| 2022 | мф |                                 | Beavis and Butt-Head Do the Universe | офіцер виправних закладів / байкер |
| 2022 | ф  | Самаритянин                     | Samaritan                            | Альберт Касьє                      |
| 2023 | ф  |                                 | Lousy Carter                         | Камінский                          |
| 2023 | ф  | Погані гноми: Різдвяний розгром | There's Something in the Barn        | Білл Нордгейм                      |

### Телебачення
| Рік       |    | Українська назва                    | Оригінальна назва                           | Роль                                                           |
| --------- | -- | ----------------------------------- | ------------------------------------------- | -------------------------------------------------------------- |
| 1999—2000 | с  | Диваки і навіжені                   | Freaks and Geeks                            | Білл Гейверчак (18 епізодів)                                   |
| 2000      | с  |                                     | Normal, Ohio                                | Хауї (Епізод: "Working Girl")                                  |
| 2001      | с  |                                     | Ed                                          | Кларк Селінджер (Епізод: "Exceptions")                         |
| 2001      | с  |                                     | Mysterious Ways                             | Дуейн Бенбері (Епізод: "One of Us")                            |
| 2001—2002 | с  |                                     | Roswell                                     | Пайл (3 епізоди)                                               |
| 2002      | с  | Провіденс                           | Providence                                  | камео (Епізод: "Truth and Consequences")                       |
| 2003      | мс | Король гори                         | King of the Hill                            | Ендрю/Томмі (Епізод: "I Never Promised You an Organic Garden") |
| 2005      | с  | Як я зустрів вашу маму              | How I Met Your Mother                       | Кевін (Епізод: "The Duel")                                     |
| 2009—2023 | с  | Майстри вечірок                     | Party Down                                  | Роман ДеБірс (26 епізодів)                                     |
| 2010—2016 | с  | Гаваї 5.0                           | Hawaii Five-0                               | Адам Шарль (4 епізоди)                                         |
| 2011      | с  | Спільнота                           | Community                                   | професор Клігоріс (Епізод: "Geography of Global Conflict")     |
| 2011—2013 | с  |                                     | NTSF:SD:SUV::                               | Сем (31 епізод)                                                |
| 2012      | с  | Парки та зони відпочинку            | Parks and Recreation                        | Кевін (Епізод: "Operation Ann")                                |
| 2012      | с  | Новенька                            | New Girl                                    | Дірк (Епізод: "Fancyman: Part 2")                              |
| 2013      | с  | Франклін та Беш                     | Franklin & Bash                             | Венделл (Епізод: "By the Numbers")                             |
| 2013—2018 | с  | Історія напідпитку                  | Drunk History                               | різні ролі (4 епізоди)                                         |
| 2014      | с  | Ґолдберги                           | The Goldbergs                               | Андре (Епізод: "The Other Smother")                            |
| 2014—2019 | с  | Кремнієва долина                    | Silicon Valley                              | Бертрам Гілфойл (53 епізоди)                                   |
| 2015—2019 | с  |                                     | Life in Pieces                              | Оскар (5 епізодів)                                             |
| 2017      | с  | Людина майбутнього                  | Future Man                                  | Лайл Карофскі (Епізод: "A Fuel's Errand")                      |
| 2018      | мс | Робоцип                             | Robot Chicken                               | різні ролі (Епізод: "Factory Where Nuts Are Handled")          |
| 2019      | с  | Гра престолів                       | Game of Thrones                             | залізнонароджений солдат (Епізод: "Вінтерфелл")                |
| 2019—2020 | с  |                                     | Tacoma FD                                   | Тотар (2 епізоди)                                              |
| 2022      | мс | Бівис і Батхед                      | Beavis and Butt-Head                        | чоловік (Епізод: "Roof/River")                                 |
| 2022—2024 | с  | Король Талси                        | Tulsa King                                  | Богді (19 епізодів)                                            |
| 2022      | с  | Кабінет курйозів Ґільєрмо дель Торо | Guillermo del Toro's Cabinet of Curiosities | Кіт (Епізод: "The Outside")                                    |
| 2023      | мс | Хейлі в Ділі!                       | Hailey's On It!                             | Коді (Епізод: "Escape Doom")                                   |